# 3. Sinfonie (Saint-Saëns)
Die 3. Sinfonie in c-Moll, op. 78, auch Orgelsinfonie genannt, ist ein Werk für Orchester und Orgel des französischen Komponisten Camille Saint-Saëns. Es ist ein Auftragswerk der Royal Philharmonic Society London, wo es unter der Leitung des Komponisten am 19. Mai 1886 uraufgeführt wurde.

## Allgemeines
Die Sinfonie wurde in den Jahren 1885 und 1886 komponiert und dem Komponisten Franz Liszt gewidmet, den Saint-Saëns persönlich kannte. Saint-Saëns schrieb die Sinfonie 27 Jahre nach ihrer Vorgängerin, der 2. Sinfonie. Neben den Sinfonien mit den Titeln „1.“, „2.“, „3. Sinfonie“ gibt es von ihm noch die „Sinfonie in A-Dur“ und die „Sinfonie in F-Dur 'Urbs Romana'“. Von diesen insgesamt 5 ist die Orgelsinfonie die letzte. Das Werk besteht aus zwei Sätzen, der Komponist schrieb allerdings hierzu, obwohl sie „...in zwei Sätze unterteilt ist, behält sie im Prinzip die traditionelle Viersätzigkeit bei, dabei dient der erste Satz, der in der Durchführung abbricht, als Einleitung zum Adagio, und auf dieselbe Weise ist das Scherzo mit dem Finale verknüpft.“ Eine Aufführung der Sinfonie dauert in der Regel zwischen 35 und 40 Minuten.
Er selbst schrieb zur Sinfonie: „Hier habe ich alles gegeben, was ich geben konnte... so etwas wie dieses Werk werde ich nie wieder schreiben.“ Die von ihm ursprünglich vorgesehene Tonart war h-moll, die Sinfonie sei ihm aber „einen halben Ton nach oben gerutscht.“

## Instrumentierung und Satzbezeichnungen

### Instrumentierung
3 Flöten (3. Flöte auch Piccoloflöte)
2 Oboen
Englischhorn
2 Klarinetten
Bassklarinette
2 Fagotte
Kontrafagott
4 Hörner
3 Trompeten
3 Posaunen
Tuba
Pauken
Große Trommel
Becken
Triangel
Klavier (vierhändig)
Orgel
Streicher

### Satzbezeichnungen
1. Satz: Adagio – Allegro moderato, Poco adagio
2. Satz: Allegro moderato – Presto, Maestoso – Allegro

## Entstehungsgeschichtlicher Hintergrund

### Polarismus zwischen Orgel- und Orchesterklang
Äußerste Skepsis und massive Vorbehalte waren es, mit denen sich Mitte des 19. Jahrhunderts ein jeder konfrontiert sah, der Hector Berlioz‘ Grand traité d’instrumentation et d’orchestration modernes hinsichtlich der Integration der Orgel ins orchestrale Klangspektrum konsultierte, das generationenübergreifend unbestritten wirkmächtigste Standardwerk zur Orchesterlehre der damaligen Zeit (erschienen 1844/1855). Zu heterogen und disparat, ja diametral entgegengesetzt und kontradiktorisch, so das strenge Urteil, seien die Charakteristika der beiden klanglichen Ressourcen; sie erwiesen sich als desintegrativ und nicht vereinbar; sie beraubten sich ihrer jeweiligen idiomatischen Vorzüge und hebelten einander als oppositionelle Kontrahenten gleichsam widerstreitend aus. Auch François-Auguste Gevaert formulierte in seinem Instrumentationstraktat (1863) ganz im Sinne von Berlioz und legte auch noch in seinem neuen Lehrbuch 1885 nach, dass die Orgel nicht dazu berufen sei, sich mit anderen Klangfarben zu vereinen, sowohl vokal als auch instrumental. Ihre große Stimme entzücke in einer majestätischen Einsamkeit.
Während also die etablierte Auffassung eines unvereinbaren, sich gegenseitig geradezu ausschließenden Polarismus zwischen Orgel- und Orchesterklang auf solche Weise kanonisch festgeschrieben schien, waren nach der Jahrhundertwende auch zunehmend Gegenpositionen vernehmbar, besonders prägnant etwa von Seiten Charles-Marie Widors, dem Titularorganisten an Saint-Sulpice Paris: Die Idiome beider Klangkörper ergänzten sich in völlig harmonischer und ausgewogener Weise, konstatierte er; sie seien als wechselseitig sinnvolle klangliche Vervollständigung des musikalischen Spektrums durchaus produktiv miteinander zu kombinieren.
In diesem instrumentationsästhetischen Spannungsfeld entstand also in den Jahren 1885/1886 Saint-Saëns’ Troisième Symphonie en ut mineur. Von einer Generation zur nächsten kehrte sich also das Negativum in ein Positivum; die Geringschätzung wandelte sich in Zuneigung. Zwei zentrale Eckpunkte dieser ästhetischen Kehrtwende seien noch zu nennen: Zum einen hatten sich in der zweiten Hälfte des 19. Jahrhunderts – gerade in Frankreich mit den Errungenschaften durch den Orgelbauer Aristide Cavaillé-Coll – orgelbaulich entscheidende technische Neuerungen durchgesetzt, die die Klanglichkeit des Instruments revolutionierten. Zum anderen hatten – ausgehend von den Concert Halls auf den britischen Inseln – speziell in den Dekaden von 1870 bis 1900 immer monumentalere Konzertsaalorgeln die Konzerthäuser des europäischen Kontinents erobert.

### Entstehung der 3. Sinfonie
Saint-Saëns schuf mit seiner dritten Sinfonie eines der ersten Werke für Orchester und Orgel in Frankreich. Zwar hatten bereits einige Komponisten zuvor die Orgel in ihren Sinfonien mit dem Orchester verbunden, doch handelt es sich beispielsweise bei Alexandre Guilmants 1878 entstandenen Symphonie pour orgue et orchestre en ré mineur op. 42 um eine Umarbeitung und Orchestrierung seiner Orgelsonate Nr. 1 d-Moll (1874) ohne jegliche Änderungen an der Substanz. Auch Charles-Marie Widor ging in seiner 1882 entstandenen Symphonie pour orgue et orchestre op. 42b ähnlich wie Guilmant vor; er fügte Sätze aus seiner zweiten und sechsten Orgelsinfonie zusammen und orchestrierte diese. Saint-Saëns’ dritter Sinfonie ist dagegen (anders als die genannten Werke) eine originär als solche komponierte Sinfonie.
26 Jahre waren vergangen, seit Saint-Saëns im September 1859 seine letzte Symphonie vollendet hatte. Der Impuls für eine neue Komposition kam aus Großbritannien, wo die Konzertsaalorgel schon wesentlich länger etabliert war als auf dem europäischen Festland. Francesco Berger, der langjährige honorary secretary der Londoner Philharmonic Society, lud im August 1885 Saint-Saëns für die nächste Saison zu einem Konzert nach London ein. Anfangs standen noch einige von Saint-Saëns’ Werken zur Auswahl; dann fragte Berger brieflich, ob Saint-Saëns für die nächste Saison ein neues Orchesterwerk komponieren könne. Saint-Saëns antwortete, dass er sein Möglichstes tun werde, um diesen Wunsch zu erfüllen.
Saint-Saëns schrieb Berger im März 1886: „Die Arbeit an der Symphonie ist in vollem Gange. Aber ich warne Sie: Es wird ungeheuerlich. […] Glücklicherweise gibt es keine Harfen. Unglücklicherweise wird sie schwer sein. Ich tue was ich kann, um die Schwierigkeiten abzumildern. […] Diese verteufelte Symphonie ist einen Halbton nach oben gerutscht; sie wollte nicht in h-Moll bleiben und steht jetzt in c-Moll. Es wird mir ein Fest sein, diese Symphonie zu dirigieren. Ob es für die anderen ein Fest sein wird, sie zu hören? That is the question. Sie haben es so gewollt, ich wasche meine Hände in Unschuld.“ Er äußerte später: „Ich habe in diesem Werk alles gegeben, was ich geben konnte … Was ich hier gemacht habe, werde ich nie wieder machen.“

## Funktion der Orgel
Wer Saint-Saëns’ dritte Sinfonie, die den (nicht vom Komponisten gegebenen!) Beinamen Orgelsinfonie trägt, zum ersten Mal hört, wird vielleicht durchaus irritiert sein und auf eine Audienz der Königin der Instrumente etwas warten müssen. Denn die Orgel erklingt in Saint-Saëns’ Troisième Symphonie en ut mineur (so der vom Komponisten gegebene Titel) erst im letzten Teil (Poco adagio) des ersten Satzes zum ersten Mal und präsentiert schließlich zur Mitte des zweiten Satzes erstmals ihr volles Werk.
Es muss jedoch darauf hingewiesen werden, dass es sich bei Saint-Saëns’ 3. Sinfonie natürlich um kein Orgelkonzert im klassischen Sinne handelt, also um ein Solokonzert in Ritornellform, bei welchem sich Soloepisoden der Orgel und Orchesterabschnitte abwechseln, wie etwa bei Georg Friedrich Händel in seinen berühmten Orgelkonzerten. Der Orgelpart ist vielmehr integrativer Bestandteil des Orchesterinstrumentariums. Dennoch scheint der Orgel hier eine besondere Bedeutung zuzukommen, sodass sich mit der Zeit der Beiname Orgelsinfonie festsetzte.
Welche Funktion der Orgel nun tatsächlich zukommt, ob sie durchaus Protagonist oder lediglich nur Beiwerk ist und keine maßgebliche Rolle spielt, gilt es im Folgenden anhand verschiedener Aspekte zu analysieren.

### Analyse am Notentext
Betrachten wir zunächst einmal die Stelle, wo die Orgel zum ersten Mal einsetzt: ab Takt 350 Poco adagio. Die Orgel eröffnet allein mit einer ganze Note As den nun einsetzenden Abschnitt, darauf tritt im folgenden Takt das eine Oktave darüberliegende as hinzu. In Takt 352 erklingt nun der volle Des-Dur-Akkord und die Streicher (außer Kontrabass) beginnen auf Schlag zwei. Die vier Streicherstimmen spielen unisono die sehr ruhige und cantable Melodie (Saint-Saëns gibt Viertel=60 an). Die Orgel sorgt mit langen gehaltenen Akkorden für das harmonische Gerüst, wobei gelegentlich in der Oberstimme des Orgelparts eine kleine Melodie auftritt, unabhängig zu den Streichern. Es stellt sich nun die Frage: Bräuchte man hier tatsächlich eine Orgel? Gewiss, diesen harmonischen Klangteppich, der die Melodie der Streicher stützt, könnten etwa auch Holzbläser in zurückgehaltener Weise übernehmen. Doch dann hätte diese Stelle nicht ihren so besonderen Reiz, die dem ganzen ihren würdevoll-sakralen Ausdruck verleiht. Ab Takt 366 werden die Rollen getauscht: Die Streicher übernehmen im Wesentlichen den Part der Orgel und die Bläser treten mit der Melodie hervor. In Takt 380 setzt die Orgel wieder ein, nun ausschließlich mit einem Klangteppich aus gehaltenen Akkorden. Für zwei Takte tritt die Orgel auch kurz solistisch hervor: In den Takten 401f. erklingt ein gebrochener Des-Dur-Akkord von oben herab über mehr als zwei Oktaven hinweg – ein kleiner motivischer Einschub, den in ähnlicher Weise bereits die tiefen Streicher in Takt 364f. und die Bläser in 377ff. spielten. Damit leitet die Orgel in einen neuen Abschnitt über, der von Sechzehntelbewegungen in den Streichern lebt. Die Takte 350 bis 402 sind also geprägt vom Wechsel zwischen den verschiedenen Klangfarben, immer wieder tauchen dieselben motivischen und begleitenden Elemente in den verschiedenen Gruppen auf.
Springen wir einige Takte weiter nach Takt 439. Hier sticht eine besondere Angabe im Orgelpart ins Auge. Saint-Saëns gibt an, das Register Voix céleste zu verwenden, zusätzlich ein 32‘-Register im Pedal. Mit der Voix céleste (dt.: Stimme des Himmels) handelt es sich um ein Register der Streicherfamilie, das im Vergleich zu allen anderen Registern leicht „verstimmt“ ist, wodurch ein schwebender und sphärischer Klang entsteht. Hier reizt Saint-Saëns also die klanglichen Möglichkeiten der französisch-sinfonischen Orgel aus. Das 32‘-Register im Pedal (klingend zwei Oktaven tiefer als notiert) erzeugt dabei ein sattes (aber nicht lautes!) Bassfundament, das vielmehr zu spüren als zu hören ist und auch tiefer als der Kontrabass klingt und somit an die untere Hörgrenze des Menschen reicht. Bis zum Ende des ersten Satzes bleibt diese Registrierung der Orgel bestehen, und so klingt der erste Satz allein mit den schwebenden Klängen der Orgel aus (Takt 477).
Über die erste Hälfte des zweiten Satzes hinweg schweigt die Orgel wieder (es lässt sich ein gewisser symmetrischer Aufbau zum ersten Satz erkennen in Bezug auf das Eintreten der Orgel). Doch dann erklingt sie zu Beginn des Maestoso, (Takt 376) zum ersten Mal im forte mit einem vollgriffigen C-Dur-Akkord (Tonika). Sogleich übernimmt das Orchester mit fugenartiger Einsatzfolge die Melodie (Takt 377f.). Dann braust das Orgelwerk in Takt 379 erneut auf, dieses Mal mit einem G-Dur-Akkord und es folgen die Themeneinsätze des Orchesters auf der fünften Stufe. Schließlich enden diese ersten Takte des Maestosos wieder mit einem C-Dur-Akkord der Orgel und es beginnt ab Takt 384 ein neuer musikalischer Gedanke: Der vierhändige Klavierpart setzt mit durchlaufenden Sechzehntelketten ein, während die Streicher das Thema präsentieren. Immer wieder stößt die Orgel auf die Taktmitte mit einem Akkord dazu. Dann endet der Klavierpart und mündet ab Takt 392 in das nun von Streichern und Orgel zusammen vorgetragene Thema im fortissimo. Es sei darauf aufmerksam gemacht, dass die hauptsächliche solistische Rolle hier bei der Orgel liegt, die das harmonisch aufgefüllte Thema in gravitätsvollen Vierteln spielt, während die Streicher jeweils nur den Viertelschlag mit einer Achtelnote gefolgt von einer Achtelpause markieren. Die Bläser verleihen mit ihren fanfarenartigen Stößen zwischen den Themenzeilen dieser Stelle noch einmal mehr eine majestätische Größe. Während die Orgel also in den Takte 376 bis 391 durch ihr immer wieder gezieltes Einsetzen für einen Akkord eher eine Effektwirkung erzielt, führt sie nun in den Takten 392 bis 399 das Thema an. So beispielsweise auch in den Takten 419 bis 429, um noch eine Stelle zu nennen: Der Orgelpart hat erneut das Thema inne. Auch wenn die Orgel nur piano zu spielen hat, kommt hier trotzdem die Melodie im Orgelpart durch den flächigeren Klang gut durch, während die anderen Stimmen im forte spielen (Parallelstelle Takte 532–541: nun auch die Orgel im forte).
Im Wesentlichen sind es diese aufgezeigten Rollen, in denen die Orgel bis zum Ende der Sinfonie auftritt: begleitend, solistisch hervortretend oder effektvoll durch eingeworfene Akkorde.

### Interpretationsvergleich
Wie der Hörer im Konzert die Orgel wahrnimmt, hängt natürlich entscheidend davon ab, welche Register der Organist an welcher Stelle zum Klingen bringt und wie überhaupt die Klangästhetik der vorhandenen Orgel ausgerichtet ist. Wohl bei keinem anderen Instrument kann dasselbe Werk auf einem anderen Instrument so grundsätzlich verschieden klingen wie bei der Orgel. Und auch der Raum hat entscheidenden Einfluss auf die Entfaltung der Orgel.
Folgende zwei Aufnahmen sollen nun zum Vergleich herangezogen werden: Einerseits das hr-Sinfonieorchester unter der Leitung von Riccardo Minasi mit der lettischen Starorganistin Iveta Apkalna an der Orgel (aufgenommen 2020 im hr-Sendesaal Frankfurt). Zum anderen das Orchester Les Siècles unter der Leitung von François-Xavier Roth mit seinem Vater Daniel Roth (Titularorganist von Saint-Sulpice) an der Orgel (aufgenommen 2017 in der Kathedrale Saint-Sulpice, Paris).
Saint-Saëns selbst war von 1858 bis 1877 Organist an La Madelaine (Paris) an der von dem berühmten französischen Orgelbauer Aristide Cavaillé-Coll 1846 erbauten Orgel. Was liegt also näher, als eine Aufnahme heranzuziehen, bei der der Orgelpart an einer historischen Orgel von Cavaillé-Coll gespielt wird? Denn es ist unmissverständlich davon auszugehen, dass Saint-Saëns diese Klangideale einer Cavaillé-Coll-Orgel beim Komponieren im Kopf hatte, da er selbst fast 20 Jahre an einer solchen gewirkt hatte. Zwar fand die Uraufführung seiner dritten Sinfonie wie bereits aufgezeigt in London statt, doch die Erstaufführung in Paris erklang im Januar 1887 im Konzertsaal der Société des concerts du Conservatoire, wo die Konzertsaalorgel 1872 von Cavaillé-Coll umgearbeitet wurde.
Gewiss, die Cavaillé-Coll-Orgel von Saint-Sulpice ist mit fünf Manualen und 100 Registern zur Erbauerzeit um einiges größer als die Orgel von Förster & Nicolaus des Sendesaals des Hessischen Rundfunks mit drei Manualen und 56 Registern. Doch auch kleinere Instrumente von Aristide Cavaillé-Coll zeichnen sich stets durch ihre reiche Palette an 8‘-Registern aus sowie zahlreichen Zungenstimmen. Die Förster & Nicolaus-Orgel ist durchaus ein Kind ihrer Zeit. Fertiggestellt im Jahr 1958 zählt sie zu den Orgeln der Nachkriegszeit. Es herrschte damals in der Orgelwelt ein neobarockes Klangideal vor, was sich auch in der Disposition deutlich macht: scharfe Mixturen auf allen Manualen und eher wenigere 8‘-Register. So findet sich beispielsweise unter den 56 Registern keine einzige Gambe 8‘ vor, welche für zarte Klänge in begleitender Funktion so wertvoll wäre. Des Weiteren gibt es keine 8‘-Flöte in offener Bauweise: Rohrflöte 8‘, Metallgedackt 8‘, Copula 8‘ und Spitzgedackt 8‘ sind allesamt gedeckte Register. Cavaillé-Coll baute jedoch in so gut wie allen seinen Orgeln meist mehrere überblasende Flöten ein, die sogenannten Flûtes harmonique. Dabei handelt es sich um obertonerzeugende Pfeifen, die im Verhältnis zu ihrer Tonhöhe größer sind und dem Ausdünnen des Klangs in der Diskantlage entgegenwirken. Auch findet man an der Orgel des Frankfurter Sendesaals keinen labialen 32‘ im Pedal vor. Somit kann man an manchen Stellen schon gar nicht den Eintragungen Saint-Saëns’ im Notentext gerecht werden, wenn er ausdrücklich ein solches Register verlangt (wie bereits oben näher erläutert).
Diese klangästhetischen Unterschiede der Orgeln werden auch in den beiden Aufnahmen deutlich: Die Cavaillé-Coll-Orgel von Saint-Sulpice zeichnet sich grundsätzlich durch mehr Gravität und Grundtönigkeit aus. Dies lässt sich beispielsweise am besten an den nur von der Orgel gespielten Akkorde zu Beginn des Maestosos erkennen. Die Orgel des Frankfurter Sendesaals klingt etwas schärfer, sie hat weniger Wärme und Fundament. Dies hat zur Folge, dass die Cavaillé-Coll-Orgel auch in leiseren Passagen durch ihre Grundtönigkeit und ihre reichen Zungenstimmen deutlicher wahrnehmbar ist, ohne aufdringlich und störend zu sein. Gewiss hängt dies natürlich auch davon ab, welche Register der Organist auswählt. Doch kann der Organist auch nur aus diesem klanglichen Topf schöpfen, der vorhanden ist.
Eine Stelle soll noch einmal exemplarisch betrachtet werden: Kurz vor Schluss, in den Takten 665 bis 668, spielt die Orgel im Pedal in ganzen Noten eine C-Dur-Tonleiter abwärts vom kleinen c bis zum großen C. In der Aufnahme aus der Kathedrale Saint-Sulpice ist diese sehr deutlich wahrzunehmen und tritt wie eine eigene Melodie über den Rest des Orchesters hinweg. In der Aufnahme aus dem Frankfurter Sendesaal ist diese Tonleiter kaum wahrnehmbar; das Orchester steht im Vordergrund.
Es wird also deutlich: Auch die vorhandene Orgel trägt entscheidend dazu bei, ob der Orgelpart vom Zuhörer eher als Beiwerk oder mehr als Protagonist wahrgenommen wird.

### Fazit
Auf die Frage, ob die Orgel in Saint-Saëns’ dritter Sinfonie Protagonist oder Beiwerk ist, lässt sich nach diesen Erkenntnissen zusammenfassend sagen, dass weder das eine noch das andere genau zutrifft. Den Orgelpart lediglich als „Beiwerk“ abzustempeln, wäre sicherlich viel zu abwertend und würde die geniale Gesamtanlage von Saint-Saëns’ Werk herabwürdigen. Denn Saint-Saëns hat es verstanden, die Orgel gekonnt und an den richtigen Stellen einzusetzen um entweder eine neue Klangfarbe zu zeigen, eine sakrale Stimmung zu erzeugen, majestätisch das Thema zu zelebrieren oder einfach hin und wieder einen Akzent zu setzen. Der Begriff „Beiwerk“ ist also unangebracht.
Für eine Rolle als Protagonist aber ist der Anteil des Auftretens gemessen am gesamten Werk zu gering. Als Protagonist müsste die Orgel mehr Präsenz zeigen. Doch: Wären die Einsätze der Orgel dann noch etwas Besonderes, wenn sie sowieso ständig erklänge? Sicherlich nicht. So ist die Orgel in Saint-Saëns’ dritter Sinfonie zwar integrativer Bestandteil des Orchesterinstrumentariums, wie bereits eingehend erwähnt, jedoch legt sie ihre Rolle als „Königin der Instrumente“ nicht ab und zeigt im Laufe der Sinfonie ihre vielen Facetten und klanglichen Möglichkeiten.
Wie bereits erörtert hängt die Wirkung der Orgel im orchestralen Zusammenspiel aber auch von der klanglichen Anlage der Orgel selbst ab. Daher kann in dieser Hinsicht kein pauschalisierendes Urteil gebildet werden. Und es bleibt natürlich immer auch dem Organisten selbst überlassen, welche Klangfarben er zu Gehör bringt. Dies ist zugleich aber auch immer eine herausfordernde Aufgabe, im Zusammenspiel mit dem Orchester sowie in der Wirkung des Raumes die richtige, der Situation angemessene Registrierung zu finden.